# 桐生親綱
桐生 親綱（きりゅう ちかつな）は、戦国時代から安土桃山時代にかけての武将。上野国柄杓山城主。

## 生涯
下野国の戦国大名・佐野昌綱の子として誕生。上野国東部の桐生地方を治めた桐生助綱の養子となる。桐生氏は藤原秀郷流・藤姓足利氏の後裔。
永禄13年（1570年）、養父・助綱が死去すると家督を継いだ。親綱は古くからの重臣・谷右京や大屋勘解由左衛門よりも、実家である佐野氏からの後見役の荒井主税之助・茂木右馬之丞・山越出羽守・津布久刑部の四人に仕置を任せ、これまでの桐生氏の諸法度を廃止し、新法を行って暴政を領内に敷いたので、将士民心は離反した。
桐生氏の行く末を危惧した執事（家老）・里見勝広らが諫言するが、親綱に恨まれて自害させられた。また、新田太田の由良氏と、渡良瀬・桐生川の水利を巡って対立を深めた。
元亀3年（1572年）3月、に由良氏家臣・藤生善久が居城・柄杓山城を攻撃。城は陥落し、親綱は実家の佐野に逃亡し桐生氏は滅亡した。なお、滅亡した桐生一族の一部は、薮塚滝入に移り住んだといわれ、現在でも多くの桐生姓が存する。
天正6年（1578年）に由良成繁が死去すると桐生城下に忍び込み、桐生城の奪還を画策するが応ずる者はいなかった。
慶長3年（1598年）、死去。